# Fast Low-Angle Shot
Der englischsprachige Begriff Fast Low-Angle Shot (FLASH) bezeichnet in der Medizin ein 1985 von Jens Frahm, Axel Haase, Wolfgang Hänicke, Klaus-Dietmar Merboldt und Dieter Matthaei eingeführtes Verfahren zur schnellen Bildgebung auf der Grundlage der Magnetresonanztomographie (MRT, auch als Kernspintomographie bekannt). Das FLASH-Patent ist eines der erfolgreichsten Patente der Max-Planck-Gesellschaft seit ihrer Gründung.

## Anwendungen
FLASH hat die Messzeiten für die bildgebende Diagnostik gegenüber herkömmlichen Spin-Echo-Sequenzen erheblich verkürzt. Auf diese Weise wurden neuartige Untersuchungen möglich. Dazu zählen vor allem
- die Bildgebung des Bauchraums (z. B. Leber und Niere) bei Atem-Anhalten,
- filmische Aufnahmen des schlagenden Herzens bei Synchronisation der Messungen mit dem Elektrokardiogramm (EKG),
- dynamische sequentielle Aufnahmen[3][4] der Gewebeperfusion nach Kontrastmittelgabe (Perfusions-MRT),
- hochaufgelöste dreidimensionale MRT-Aufnahmen[5] komplexer Organstrukturen (z. B. Gehirn, weibliche Brust oder Kniegelenk), sowie
- hochaufgelöste dreidimensionale Darstellungen der Blutgefäße durch Magnetresonanz-Angiographie (Magnetresonanzangiographie, MRA).

Für 3D-Aufnahmen konnten die (vorher für In-vivo-Anwendungen unrealisierbar langen) Messzeiten von mehreren Stunden auf wenige Minuten reduziert werden. Auch Hirnfunktionen können mit dem Verfahren in hoher Auflösung dynamisch kartiert werden.
Im Jahr 2010 gelang es mit einer erweiterten FLASH-Methode, die auf einer stark unterabgetasteten radialen Ortskodierung und einer iterativen Bildrekonstruktion beruht, ein robustes Verfahren für die Echtzeit-MRT zu entwickeln. Dieses FLASH-Verfahren bietet eine zeitliche Auflösung von 20 Millisekunden (1/50 Sekunde) und kann daher beispielsweise das schlagende Herz ohne Synchronisation mit dem EKG sowie bei freier Atmung abbilden (filmen).
Zusammen mit diesem erneuten Durchbruch entspricht die Beschleunigung der Bilder durch FLASH einem Faktor 10.000 im Vergleich zu den MRT-Bildern vor 1985.

## Physikalisches Prinzip
Physikalisch beruht die FLASH-Technik auf einer einfachen Gradienten-Echo-Sequenz, die für die Hochfrequenzanregung kleine Anregungswinkel (Kippwinkel, kleine Leistung) einsetzt und mit einer sehr schnellen Wiederholung des Experimentes kombiniert. Dabei ist die Wiederholzeit (Repetitionszeit) sehr viel kürzer als die üblichen T1-Relaxationszeiten der Wasserprotonen im Gewebe. Auf diese Weise ergibt sich nach kurzer Zeit eine konstante longitudinale Gleichgewichtsmagnetisierung, die anschließend über beliebig lange Messzeiten erhalten bleibt; so lassen sich sequentielle Einzelaufnahmen realisieren und beispielsweise Filme in Echtzeit aufnehmen. Zudem gelingen sehr hoch aufgelöste dreidimensionale Aufnahmen in kurzer Messzeit.
Das Signal {\displaystyle S_{\text{FLASH}}} der FLASH-Sequenz hängt von der Ausgangsmagnetisierung {\displaystyle M_{0}}, den Relaxationszeiten {\displaystyle T_{1}} und {\displaystyle T_{2}^{*}} des Gewebes sowie den Sequenzparametern (Echozeit {\displaystyle T_{\text{E}}}, Repetitionszeit {\displaystyle T_{\text{R}}} und Anregungswinkel {\displaystyle \alpha }) ab:
{\displaystyle S_{\text{FLASH}}=M_{0}\sin(\alpha ){\frac {1-e^{-T_{\text{R}}/T_{1}}}{1-e^{-T_{\text{R}}/T_{1}}\cos(\alpha )}}e^{-T_{\text{E}}/T_{2}^{*}}.}
Das (für eine vorgegebene Repetitionszeit) maximale Signal erhält man mit dem Ernst-Winkel (benannt nach Richard R. Ernst):
{\displaystyle \alpha _{\text{Ernst}}=\arccos e^{-T_{\text{R}}/T_{1}}.}